# Nabil Salameh
Nabil Salameh, noto semplicemente come Nabil (Ṭarāblus, 6 gennaio 1962), è un cantautore e giornalista palestinese naturalizzato italiano fondatore del gruppo Radiodervish e Al Darawish. Dal 1998 al 2007 ha lavorato come corrispondente in Italia per l'emittente internazionale Al Jazeera (a lui era affidato il "punto di vista occidentale" di temi di rilevanza internazionale, come ad esempio gli attentati dell'11 settembre 2001). Nella sua carriera musicale ha collaborato con diversi artisti tra cui Zucchero Fornaciari, Sting, Annie Lennox, Lionel Richie, Peter Gabriel, Bob Geldof, Franco Battiato, Giovanni Lindo Ferretti, Antonello Venditti, Patti Smith, Jovanotti e Piero Pelù.

## Biografia
(Nabil Salameh)

### Infanzia e studi
Nabil Salameh è nato a Tripoli del Libano, figlio di rifugiati palestinesi. Suo padre era un funzionario dell'Onu che si occupava dell'educazione in Libano come ispettore degli istituti dell'UNRWA per i rifugiati palestinesi. La sua famiglia discende dalla millenaria tribù dei Quraysh (a cui appartenne anche Maometto) genitori fuggirono nel 1948, a seguito della creazione dello stato di Israele, da Giaffa, dove avevano una tenuta confiscata poi dagli israeliani. Oltre a lui ebbero altri due figli e sei figlie.
Ha studiato in un collegio greco-ortodosso nel quartiere cristiano di Tripoli, lavorato come giornalista e corrispondente dall'Italia per diverse testate televisive e giornalistiche del medioriente. Per proseguire gli studi si iscrisse all'Università di Bucarest al tempo di Nicolae Ceaușescu, ma continuò poi solamente a Bari dove, nel 1983, si trasferisce per studiare ingegneria elettronica.

### La carriera musicale

#### L'esperienza degli Al Darawish (1988-1997)
Nel 1988 costituisce il gruppo di world music degli Al Darawish dando vita alle prime esperienze di musica multietnica in Italia ed inizia così una lunga e ricca carriera musicale. Nel 1990 partecipa con gli Al Darawish alla Biennale dei Giovani Artisti del Mediterraneo a Marsiglia.
Nel 1991 vince le selezioni di Arezzo Wave e prende parte al festival "Carrefour De La Mediterraneé" di Salonicco (Grecia). 
Nel 1993 esce il primo disco con gli Al Darawish che viene presentato in diretta radiofonica all'auditorium di Rai radio3 e partecipa al festival di Babilonia in Iraq.
Nel 1994 si esibisce a Bari con la cantante israeliana Noa con la quale collaborerà in diverse occasioni. Nel 1995 è ospite con gli Al Darawish al "Premio città di Recanati" ed al concerto del 1º maggio in piazza San Giovanni a Roma, nel luglio '95 esce il film "Trafitti da un raggio di sole" di Claudio Del Punta, colonna sonora degli Al Darawish, di cui Nabil Salameh è coprotagonista.
Nel 1996 esce il secondo disco con gli Al Darawish dal titolo Radio Dervish.

#### Lo scioglimento degli Al Darawish e l'esordio dei Radiodervish (1997-1998)
Dopo lo scioglimento degli Al Darawish nel 1997 fonda, nello stesso anno, i Radiodervish con Michele Lobaccaro (cofondatore insieme a Nabil Salameh della precedente formazione Al Darawish). Nello stesso anno è stato il primo cantante palestinese scelto  come interprete della canzone inno della tredicesima edizione dei "Giochi Del Mediterraneo" che si svolge in Italia nella città di Bari tra il 13 giugno e il 25 giugno.
Nell'Ottobre del 1998 esce in Italia il primo disco dei Radiodervish prodotto da I dischi del mulo e distribuito dalla multinazionale Polygram, il disco intitolato Lingua contro lingua vince il prestigioso premio Piero Ciampi per il miglior esordio discografico dell'anno.

#### La collaborazione con Jovanotti e Noa (1999 e 2000)
A novembre del 1999 Nabil Salameh partecipa all'evento internazionale organizzato dall'UNESCO a Parigi per la pace nel nuovo millennio. Tra i partecipanti Gregory Peck, Sidney Poitier, Lionel Richie, Sting, Bob Geldof, Zucchero Fornaciari ed altri artisti internazionali. Alla fine del 1999 duetta con Jovanotti in occasione della realizzazione del video di "Stella Cometa", Cherubini, per l'occasione, chiede a Nabil Salameh di tradurre il brano in arabo e di cantarlo. In seguito viene pubblicato il singolo Dolcefareniente di Jovanotti, che contiene la versione medley di Stella Cometa duettata da Lorenzo e Nabil e la versione in arabo interamente cantata da Nabil Salameh col titolo Stella D'oriente.
A luglio 2000 viene conferita a Nabil Salameh insieme alla cantante israeliana Noa la cittadinanza onoraria della città di Melpignano come riconoscimento al loro impegno artistico nella ricerca del dialogo e della pace tra culture e popoli differenti. A dicembre dello stesso anno, Nabil e Noa, diretti dal maestro Nicola Piovani ed accompagnati dall'Orchestra Sinfonica Siciliana, si esibiscono al duomo di Monreale in occasione del vertice Onu a Palermo.
L'impegno dei due artisti viene riconosciuto anche dalla fondazione Accademia del Mediterraneo che conferisce loro il premio Mediterraneo arte 2001 per aver voluto utilizzare il linguaggio universale della musica quale strumento di pace.

#### Dal progettoIn AcusticoaCentro del mundo(2001-2002)
A marzo del 2001, insieme a Michele Lobaccaro, presenta presso La Vallisa di Bari (una chiesa del X secolo ora trasformata in auditorium), il nuovo progetto musicale dei Radiodervish In Acustico. Il progetto sostiene l'attività che l'associazione internazionale Salaam Ragazzi dell'Olivo svolge con i bambini palestinesi nel campo profughi di Al Fawwar (West Bank - Hebron).
Dall'evento, che riscuote un grande successo di pubblico con sei repliche tutto esaurito, viene tratto il materiale pubblicato nel cd In acustico.
Nel mese di giugno grazie all'invito dell'Istituto Italiano di Cultura, Nabil Salameh e i Radiodervish sono ospiti della Festa della Musica a Beirut il 21 giugno. Li accompagna il regista Marco Preti, autore di numerosi documentari e reportage di viaggio per la televisione, che filma le giornate trascorse in Libano e produce un documentario dal titolo Li Beirut. Con loro anche Massimo Zamboni, che racconta l'esperienza al seguito dei Radiodervish in un ampio articolo pubblicato da Diario.
Nel 2002, ancora in tour con il progetto In Acustico, Nabil Salameh partecipa con i Radiodervish al concerto dell'Epifania trasmesso su RaiUno il 5 gennaio dal Monastero di Santa Chiara in Napoli. Per l'occasione presentano un nuovo brano, Centro del mundo, anteprima nazionale del disco in uscita in estate.
Il primo maggio insieme ai Radiodervish suona a Bruxelles, per il tradizionale concerto di piazza dei lavoratori, dedicato al tema della costruzione della Pace in Medioriente. Sulla stessa tematica partecipa, l'11 maggio del 2002, a Time for peace, concerto trasmesso in mondovisione dal Colosseo di Roma cantando Centro del mundo con Noa e assieme partecipano alla marcia per la pace Perugia-Assisi. Nel mese successivo viene pubblicato Centro del Mundo, il nuovo disco dei Radiodervish, edito dalla neonata etichetta Cosmasola e distribuito da Il Manifesto CD. Il disco è un inno allo sradicamento e alla precaria mobilità degli uomini, musica capace di cantare i sentimenti di chi vive a cavallo tra due culture. Tra agosto e dicembre 2002 continua la tournée in Italia e, in linea con il loro impegno sociale, Nabil Salameh insieme ai Radiodervish partecipano al Giubileo degli Oppressi e vengono invitati ad Atene al secondo Summit Mondiale dei Sindaci per la pace. In ottobre è ospite con i Radiodervish al Premio Tenco. Nel mese di dicembre, su invito dell'Università degli Studi di Bari e della Meridiana Editrice, incontra ed intervista, insieme a Michele Lobaccaro, Arie Nadler, sociologo israeliano e direttore del Centro Peres per la pace di Tel Aviv, sul tema Costruire una memoria di pace.

#### Dall'Olympia di Parigi alla cittadinanza italiana (2003-2007)
Il 26 ed il 27 marzo 2003, suona con i Radiodervish nel prestigioso Théatre de l'Olympia di Parigi, affacciandosi così alla ribalta di un palcoscenico internazionale che ha ospitato negli anni i migliori nomi della musica d'autore. Ad agosto partecipa al concerto finale del festival La Notte della Taranta eseguendo un brano della tradizione musicale salentina arrangiato per l'occasione da Stewart Copeland, ex batterista dei Police, ospite del festival.
Con i Radiodervish realizza nel 2004 un lavoro intorno ai versi del mistico persiano Farid al-Din al-Attar, l'album In search of Simurgh (2004 - Cosmasola / Il manifesto) prodotto da Saro Cosentino e distribuito anche in Giappone, Cina, Taiwan e Corea.
Il disco, intrecciato ad Ali di Polvere, scritto di Teresa Ludovico, dà vita ad uno spettacolo teatrale con la regista attrice Teresa Ludovico.
Nel 2006, Nabil Salameh e i Radiodervish si vedono impegnati in una tournée teatrale Amara Terra Mia insieme all'attore Giuseppe Battiston, un tributo a Domenico Modugno.
Nel 2007, la pubblicazione de L'immagine di te (Radiofandango / Cosmasola) prodotto da Franco Battiato. Il 14 settembre 2007 ottiene a Bari la cittadinanza italiana con decreto presidenziale.

#### DallaLuna nel desertoall'albumBandervish(2008-2010)
Nel film d'animazione La luna nel deserto (2008), del regista Cosimo Damiano Damato, Nabil Salameh scrive con i Radiodervish la colonna sonora del cartoon e presta la voce al personaggio Muezzin. Nello stesso anno d'uscita del film partecipa al disco di Etta Scollo Il fiore splendente, un lavoro sui poeti arabi siciliani registrato a Berlino, presentato alla concert hall della Berliner Philharmoniker di Berlino. Nello stesso anno tour de “Il fiore splendente” in Germania. Tra il 9 maggio e il 6 giugno 2008 ha tenuto un seminario nell'ambito del corso di giornalismo e scrittura breve tenutosi a Bari presso la biblioteca provinciale Santa Teresa dei Maschi.
Tra il 2008 e il 2009 una serie di progetti speciali nei quali Nabil e i Radiodervish collaborano con attori come Valter Malosti e scrittori come Carlo Lucarelli. Nello stesso periodo Nabil Salameh e i Radiodervish si impegnano ne Le Porte dell'Occidente, progetto di residenza teatrale che si è svolto nel castello Normanno Svevo di Sannicandro di Bari, trasformando il castello in un contenitore culturale, luogo privilegiato di incontro e dialogo fra linguaggi e culture.
A maggio 2009 una tournée assieme all'Orchestra Araba di Nazareth che ha debuttato sul palcoscenico dello storico Tzavta Theater di Tel Aviv e proseguito in Italia nel mese di giugno. Lo stesso anno, dopo un periodo passato a Gerusalemme viene pubblicato di Beyond the Sea (Princigalli Produzioni / Il Manifesto). Ospiti di eccezione provenienti da Palestina e Israele, caratterizzano i suoni il disco: Solisti dell'Orchestra Araba di Nazareth, Zohar Fresco alle percussioni. Disco prodotto da Saro Cosentino.
Nel 2010 arriva l'album Bandervish su arrangiamento di Livio Minafra (premio top jazz 2008 come nuovo talento) che contiene alcuni tra i più noti brani dei Radiodervish.

#### Esperanto - Note di speranza (2011)
Nel 2011 crea il progetto Esperanto - note di speranza, un progetto che vuole sostenere, mediante una raccolta fondi, le realtà delle scuole di musica nei territori palestinesi occupati. La prima edizione del concerto associato al progetto Esperanto - note di speranza si è tenuto al politeama greco di Lecce con la partecipazione dei Radiodervish, Paola Turci, Niccolò Fabi, Simone Cristicchi e Yo Yo Mundi. A Maggio del 2011 inaugura con i Radiodervish il festival letterario del Cairo con un concerto al Cairo Opera House. Sempre nel 2011 collabora con Franco Battiato nel progetto Diwan esibendosi con il cantautore siciliano in diverse città italiane.

## Discografia

### Come Radiodervish
- 1998 - Lingua contro lingua
- 2001 - In acustico
- 2002 - Centro del Mundo
- 2004 - In search of Simurgh
- 2006 - Amara terra mia
- 2007 - L'immagine di te
- 2009 - Beyond the Sea
- 2010 - Bandervish
- 2012 - Dal pesce alla Luna
- 2013 - Human
- 2015 - Café Jerusalem
- 2018 - Il sangre e il sal
- 2019 - Classica

### Come Al Darawish
- 1993 - Al Darawish
- 1996 - Radio Dervish

## Collaborazioni
- 1999 - Stella cometa (Dolcefarniente) - Jovanotti
- 2006 - Arte senza volto - Pippo Ark D'Ambrosio
- 2008 - Il fiore splendente - Etta Scollo

## Filmografia e colonne sonore
- 1995 - Trafitti da un raggio di sole
- 2008 - La luna nel deserto